# 岡本順治
岡本 順治（おかもと じゅんじ、1954年9月29日 - ）は、日本の言語学者。専門は、ドイツ語学・認知意味論・言語理論。学習院大学文学部ドイツ語圏文化学科教授。学位は、文学修士（上智大学）。

## 略歴
1977年獨協大学外国語学部ドイツ語学科卒業、1983年上智大学大学院外国語学研究科言語学専攻博士後期課程満期退学。1995年から1996年まで筑波大学現代語・現代文化学系講師、96年より助教授。1998年より東京都立大学 (1949-2011)人文学部助教授、都立大の廃止に際し首大非就任者の会に参加。現在、学習院大学文学部ドイツ語圏文化学科教授。

## 著書

### 単著
- 『ドイツ語文法へのプロローグ』郁文堂 2004
- 『解説がくわしいドイツ語入門』白水社 2014

### 共編著
- 『独検対策2級ドイツ語問題集』岡本時子共編著 白水社 1997
- 『独検対策2級問題集』岡本時子共編著 白水社 2001
- 『独検対策準1級問題集』岡本時子共編著 白水社 2008
- 『独検対策2級新問題集』岡本時子共編著 白水社 2011
- 『講座ドイツ言語学 第1巻 ドイツ語の文法論』吉田光演共編 ひつじ書房 2013
- 『独検対策準1級・1級問題集』岡本時子共編著 白水社 2016

- 岡本順治「Gerhard Bickes: Das Adjektiv im Deutschen」『ドイツ文學』第78巻、日本独文学会、1987年、175-178頁、doi:10.11282/dokubun1947.78.175、ISSN 0387-2831。
- 岡本順治「tragenの概念構造とメタファー」『信州大学教養部紀要』第22号、信州大学教養部、1988年2月、141-148頁、ISSN 13409972。
- 岡本順治「István S. Bátori/Winfried Lenders/Wolfgang Putschke (Hrsg.)」『ドイツ文學』第87巻、日本独文学会、1991年、156-160頁、doi:10.11282/dokubun1947.87.156、ISSN 0387-2831。
- 岡本順治「デルフト教授法の理念と問題点 : 成人向けの外国語教育の在り方を考える（瀧内槇雄教授退官特集号）」『Rhodus : Zeitschrift für Germanistik』第13号、筑波ドイツ文学会、1997年、103-117頁、hdl:2241/106808、ISSN 09190880。
- 吉田光演, 岡本順治『ドイツ語の統語パラメタを求めて : 多様性を生み出す原理』日本独文学会〈日本独文学会研究叢書〉、2003年。ISBN 4901909193。 NCID BA77386516。全国書誌番号:20430879。
- 岡本順治, 成田節『いわゆる「分離動詞」をめぐって』日本独文学会〈日本独文学会研究叢書〉、2003年。ISBN 4901909231。 NCID BA77387847。全国書誌番号:20527873。
- 岡本順治『ドイツ語文法へのプロローグ』郁文堂、2004年。ISBN 4261011972。 NCID BA66921505。全国書誌番号:20552692。
- 岡本順治, Angelika Werner『心態詞の音声と意味 : 新しい研究手法の開発にむけて』日本独文学会〈日本独文学会研究叢書〉、2011年。ISBN 9784901909754。 NCID BB05860619。全国書誌番号:22033821。
- Grimm Jacob, Grimm Wilhelm, 千石喬, 高田博行, 木村直司, 福本義憲, 岩井方男, 重藤実, 岡本順治, 荻野蔵平, 佐藤恵『グリム兄弟言語論集 : 言葉の泉』ひつじ書房、2017年。ISBN 9784894768505。 NCID BB23474140。全国書誌番号:22909448。

### 翻訳
- イアン・ボストリッジ『シューベルトの「冬の旅」』岡本時子共訳 アルテスパブリッシング 2017

## 所属学会
- 日本独文学会
- 日本言語学会
- 日本認知科学会
- 日本認知言語学会
- 自然言語処理学会[1]
- ドイツ文法理論研究会[4]
- 日本ドイツ語情報処理学会
- Gesellschaft für Angewandte Linguistik